# Mangatera (rivière)
La rivière Mangatera  (en anglais : Mangatera River) est un cours d’eau de la région de Manawatu-Wanganui de l’Île du Nord de la Nouvelle-Zélande.

## Géographie
Elle s’écoule vers le nord-ouest à partir de son origine  dans la chaîne des Ruahine pour atteindre le fleuve Rangitikei à 25 km à l’Est de la ville de  Taihape.